# リュッツオウ (巡洋戦艦)
|           | |
| 艦歴      | |
| 発注:     | |
| 起工:     | 1912年5月 |
| 進水:     | 1913年11月29日 |
| 就役:     | 1915年8月8日 |
| 退役:     | |
| その後:   | ユトランド海戦での損傷後、航行不能となり1916年6月1日ドイツ海軍の魚雷艇G38の魚雷により自沈。                                                    |
| 除籍:     | |
| 性能諸元  | |
| 排水量:   | 建造時 26,741トン 満載 31,200トン |
| 全長:     | 210.4 m |
| 全幅:     | 29 m |
| 吃水:     | 9.6 m |
| 機関:     | - 蒸気ボイラー 14缶 2基 重油ボイラー 4缶 2基 - タービン2基 63.000 WPS (80.988 WPS 公試) - 4軸 (O 3,9 m)                                        |
| 最大速:   | 26.5ノット |
| 航続距離: | 14 ノットで5,300海里 |
| 搭載燃料: | 石炭 3,642 トン 重油 984 トン |
| 乗員:     | |
| 兵装:     | 8 x 30,5 cm L/50 Sk 連装砲塔 4基 14 x 15 cm L/45 Sk 単装ケースメイト 8 x 8,8 cm L/35 高射砲 単装装甲付砲架 4 x 50 cm-魚雷発射管 両舷首尾各一門 |
| 装甲:     | 船腹: 100-300 mm 装甲帯: 230-270 mm 甲板: 20-80 mm 砲塔: 270 mm 司令塔: 350 mm                                                                 |

リュッツォウ (SMS Lützow) はドイツ帝国海軍のデアフリンガー級大型巡洋艦3隻中の2番艦である。艦名はナポレオン戦争時のプロイセンの将軍、ルードヴィヒ・アドルフ・ヴィルヘルム・フォン・リュッツォウにちなむ。

## 艦歴
リュッツォウは1912年5月にダンツィヒの F. Schichau GmbH で起工した。建造費は5,800万マルク、1913年11月29日に進水、1915年8月8日に竣工した。しかし試験航行中タービンが破損事故を起こし、艦隊に就役したのは1916年の3月になってからである。就役後はフランツ・フォン・ヒッパー提督指揮下の第一偵察部隊に配備され、独海軍巡洋戦艦部隊の旗艦をつとめた。初出撃は1916年4月24日、英国沿岸部のロウストフト、グレート・ヤーマスへの艦砲射撃任務であった。
1916年5月31日、ユトランド沖海戦に参加、姉妹艦のデアフリンガーと共に、英巡洋戦艦インヴィンシブルの撃沈に貢献。
逆に英艦隊より少なくとも10発の主砲弾と1発の魚雷を受け、115人が戦死。特に水線下にある艦首魚雷発射室への命中弾2発が艦首に大量の浸水を発生させ速度が大きく落ちた。ヒッパー提督は魚雷艇を船腹につけさせ巡洋戦艦モルトケに移乗。リュッツォウは戦場からの離脱にかかった。
その際リュッツォウの乗組員救助や曳航のため魚雷艇G 38、G 39、G 40 が付けられ、G 37、V 45 が護衛にあたった。
膨大な浸水を抱え込んだ艦首部分の隔壁への負担を軽くするため、リュッツォウは排水を試みつつ後進でヴィルヘルムスハーフェンへ進路を取ろうとした。しかし艦首への浸水は止まらずついにその量は7,500トンに達し、艦は前部へ大きく沈み込んだ。そして艦尾と舵は逆に海面から浮き出てしまい、スクリューは海面上で空回りを始めた。完全に航行不能となったことを受けて魚雷艇側では曳航の準備がされたが、近海にいる英艦隊の追撃を警戒した艦首脳はついに艦の放棄を決意した。夜を徹した復旧作業はついに実らず、乗員が魚雷艇に移乗を終えた1916年6月1日早朝、リュッツォウはG 38 の2発の魚雷により沈められた。
この戦訓を受けて姉妹艦から艦首魚雷発射管は取り外され、その魚雷発射室は水密区画室に割り当てられた。
同型艦にデアフリンガーとヒンデンブルクがある。両艦は戦後、賠償艦としてスカパ・フローに係留中、連合国に拿捕されることを恐れた乗組員の手により自沈した。

## 文献
- Geoffrey Bennett: Die Skagerrakschlacht, Wilhelm Heyne 出版社, ミュンヘン, 1980, ISBN 3-453-00618-6